# Güzelpınar, Nazımiye
Güzelpınar là một xã thuộc huyện Nazımiye, tỉnh Tunceli, Thổ Nhĩ Kỳ. Dân số thời điểm năm 2010 là 89 người.